# Hrvatsko Žarište
Hrvatsko Žarište – wieś w Chorwacji, w żupanii karlowackiej, w gminie Krnjak. W 2011 roku liczyła 35 mieszkańców.